# Apol·lònides de Sició
Apol·lònides de Sició (en llatí Apollonides, en grec Ἀπολλωνίδης), fou un dirigent de la Lliga Aquea el 186 aC quan es feia el gran congrés a Megalòpolis en el que el rei Èumenes II de Pèrgam buscava l'aliança amb la Lliga Aquea a la qual va donar una gran quantitat de diners en prova de bona voluntat i per assegurar-se el seu suport.
Apol·lònides es va oposar a acceptar els diners "com a cosa indigna d'ells", i que a més els deixava en mans del rei. Va tenir el suport d'alguns distingits membres de la Lliga, que finalment van rebutjar els diners. En aquest congrés també hi havia ambaixadors romans i després del seu retorn a Roma, els ambaixadors d'Esparta i la Lliga Aquea es van dirigir a la República el 185 aC. Entre aquests ambaixadors s'hi trobava Apol·lònides, que va intentar explicar al senat romà quina era la situació a Esparta, i es va enfrontar amb els ambaixadors espartans per reivindicar les accions de Filopemen i els aqueus en aquell país. Quan va esclatar la guerra entre Perseu de Macedònia i Roma, va aconsellar de no oposar-se obertament als romans.